# Bart Lemmen
Bart Lemmen (14 oktober 1995) is een Nederlandse wielrenner die anno 2024 voor Team Visma|Lease a Bike uitkomt.

## Carrière
Lemmen werd pas op 27-jarige leeftijd beroepsrenner. In 2021 reed Lemmen nog voor het clubteam WV West-Frisia en in 2022 was Lemmen nog werkzaam bij de Luchtmacht, voor hij in 2023 volledig prof werd bij Human Powered Health. Na één seizoen bij de Amerikaanse wielerploeg te hebben gereden maakte hij in 2024 de overstap naar Team Visma|Lease a Bike.
Na het uitvallen van Sepp Kuss kreeg Lemmen te horen dat hij mocht starten in de Tour de France 2024.

## Overwinningen
2021
Eurode Omloop
2022
Ton Dolmans Trofee
4e etappe Kreiz Breizh Elites
2025
3e etappe (TTT) Parijs-Nice

### Resultaten in voornaamste wedstrijden
| Jaar | Ronde van Italië | Ronde van Frankrijk | Ronde van Spanje |
| ---- | ---------------- | ------------------- | ---------------- |
| 2023 |                  |                     |                  |
| 2024 |                  | 70e                 |                  |
| 2025 | 42e              |                     |                  |

| Jaar | Gent-Wevelgem | Ronde van Lombardije |  | WK op de weg |
| ---- | ------------- | -------------------- |  | ------------ |
| 2023 | opgave        |                      |  |              |
| 2024 |               | 93e                  |  | opgave       |
| 2025 |               |                      |  |              |

### Resultaten in kleinere rondes
| Jaar | Tour Down Under | UAE Tour | Parijs-Nice | Ronde van Catalonië | Ronde van Romandië | Critérium du Dauphiné |
| ---- | --------------- | -------- | ----------- | ------------------- | ------------------ | --------------------- |
| 2024 | 5e              | 10e      |             | opgave              | 64e                | 30e                   |
| 2025 |                 | 23e      | 71e (1)     | opgave              |                    |                       |

## Ploegen
- 2022 –  VolkerWessels Cycling Team
- 2023 –  Human Powered Health
- 2024 –  Team Visma|Lease a Bike
- 2025 –  Team Visma-Lease a Bike

Aasvold · Aniołkowski · Banaszek · Bassett · Chrétien · Coté · de Vos · Double · Gibson · Greenberg · Haga · Hecht · Jensen · Joyce · Krul · Lemmen · McGill · Peák · Perry · Schönberger · Svestad-Bårdseng · Van Hoecke · Weemaes
Affini · Benoot · Bouwman · Gesink · Gloag · Hagenes · Heßmann · Jorgenson · Kelderman · Kooij · Kruijswijk · Kuss · Laporte  · Lemmen · Staune-Mittet · Tratnik · Tulett · Uijtdebroeks · Vader · Valter · Van Aert · van Baarle · van Belle · Van der Sande · M. van Dijke · T. van Dijke · Vermote · Vingegaard